# 柏尾鞠子
柏尾鞠子（日语：／ Kashio Mariko；1912年2月25日—1936年4月20日）是一位在台日本人畫家。

## 生平
柏尾鞠子生於日本东京，1912年10月時隨父母至日治台灣鹽水港（今台南市鹽水區）。她於1918年4月入學鹽水港小學校就讀，同年9月轉至高雄第一小學校。1924年升至高雄高等女學校（今高雄女中），1928年畢業。
1927年，柏尾鞠子的畫作《恩惠》入選第一回臺灣美術展覽會，隔年錄取東京女子美術專門學校（今女子美术大学），1932年畢業。同年經過文部省檢定合格，得以擔任圖畫科老師，並於9月再次來台。
10月時，她以作品《制服少女》參加第六回臺灣美術展覽會並入選。11月她在鹽水港舉辦3天的個展。
1933年，柏尾鞠子隨其父至花蓮港旅行。隔年10月，她以《少女》入圍第七回臺灣美術展覽會，12月時至日月潭創作。
1934年，柏尾鞠子在花蓮港開個展，10月時回到東京。1935年5月26日結婚，於隔年4月13日產子，但在4月20日病逝。